# جايلز هيلي
جايلز هيلي (بالإنجليزية: Giles Healey)‏ هو مستكشف أمريكي، ولد في 1901 في نيويورك في الولايات المتحدة، وتوفي في 1980.